# 卡纳克民族主义
卡纳克民族主义是新喀里多尼亚一个政治运动，兴起于1960年代末，旨在为新喀里多尼亚的美拉尼西亚人（即卡纳克人）争取政治权利和文化权利。因此，它与新喀里多尼亚独立运动和美拉尼西亚社会主义理念密切相关。
该运动不仅由卡纳克人推动，也得到其他族群的成员的支持，包括部分欧洲裔人士、混血人士、越南裔，以及作为大洋洲民主联盟成员的瓦利斯和富图纳人。与此同时，该运动也遭到一些卡纳克人的反对。